# 30 Days of Night
30 days of Night är en amerikansk skräckfilm från 2007 i regi av David Slade och baserad på en tecknad serie med samma namn. Josh Hartnett spelar huvudrollen som Eben.

## Handling
Filmen utspelar sig i Barrow, Alaska, där solen under 30 dagar på vintern inte går upp alls, vilket gör den till en utmärkt miljö för vampyrer.
Handlingen påminner mycket om den svenska filmen Frostbiten men de har absolut inget gemensamt annat än vampyrer som härjar i polarmörkret. 

## Rollista
- Josh Hartnett som Sheriff Eben Oleson
- Danny Huston som Marlow, storvampyren
- Melissa George som Stella Oleson, Ebens fru
- Mark Boone Junior som Beau Brower, snöplogsförare
- Mark Rendall som Jake Oleson, Ebens lillebror
- Amber Sainsbury som Denise
- Nathaniel Lees som Carter Davies
- Joel Tobeck som Doug Hertz
- Megan Franich som Iris
- Andrew Stehlin som Arvin
- Abbey-May Wakefield som Den lilla vampyrflickan
- John Rawls som Zurial